# Luis Camacaro
Luis Enrique Camacaro Meza es un dirigente político venezolano que se ha desempeñado como el coordinador regional del partido Vente Venezuela en el estado Yaracuy. El 23 de enero de 2024 fue detenido por funcionarios de seguridad. Tras ser sometido a una desaparición forzada por 27 días, se conoció que fue recluido en El Helicoide.

## Desaparición forzada y detención
Camacaro ha sido asesor del consejo legislativo del estado Yaracuy y director de la banda musical LEF. Se ha desempeñado como el director del comando de campaña de María Corina Machado, la candidata presidencial opositora de Vente Venezuela, en Yaracuy,luego del fallecimiento de Francisco Ferrer, quien ocupaba ese cargo anteriormente.[cita requerida] El 23 de enero de 2024 fue detenido por funcionarios del SEBIN acusado de estar involucrado  en una conspiración contra Nicolás Maduro.  (Brazalete Blanco). Acusado del delito de terrorismo, el mismo día también fueron detenidos los coordinadores regionales del partido Juan Freites y Guillermo López, coordinadores de los estados la Guaira y Trujillo respectivamente. El 19 de febrero, Camacaro Freites y López fueron presentados en el Palacio de Justicia de Caracas sin permitir la presencia de sus abogados privados ni el contacto con familiares. Más de treinta efectivos del Servicio Bolivariano de Inteligencia, totalmente armados, tomaron las instalaciones judiciales y desalojaron a familiares y abogados que esperaban el traslado de otros detenidos. La audiencia de los dirigentes continuó con abogados públicos impuestos y fueron presentados 7:30 p.m. en oficina de la presidencia, donde ya habían informado que su audiencia había sido diferida, la cual fue mentira y los presentaron.
Vente Venezuela ha rechazado las acusaciones contra los dirigentes y ha exigido su liberación inmediata.María Corina Machado ha considerado que la detención de los coordinadores es una violación del Acuerdo de Barbados, firmado en 2023 entre la oposición y el gobierno. Su equipo de defensa ha enviado las correspondientes comunicaciones a organismos internacionales como las Naciones Unidas, la Organización de Estados Americanos y la Comisión Interamericana de Derechos Humanos, pidiendo que se investigue la situación. El 27 de febrero, los abogados defensores de los coordinadores presentaron un escrito ante la Defensoría del Pueblo, solicitando “que se defiendan los derechos constitucionales y procesales de estas personas”.
El 16 de febrero sus abogados defensores denunciaron que para entonces los dirigentes tenían 25 días sin que se conociera su lugar de reclusión. Los abogados y familiares han visitado todos los centros de detención de sus estados, y en la capital Caracas, sin conocer nada sobre el paradero de los coordinadores; Camacaro, Freites y López. Tras ser sometido a una desaparición forzada por 27 días, se conoció que fue recluido en El Helicoide.

## Vida personal
Camacaro padece de hipertensión, ácido úrico y problemas hepáticos, para los cuales necesita medicamentos. Su esposa ha advertido que es alérgico a los anestésicos comunes y que sus patologías requieren de cuidado.